# Bellibarbula recurva
Bellibarbula recurva là một loài Rêu trong họ Pottiaceae. Loài này được (Griff.) R.H. Zander mô tả khoa học đầu tiên năm 1993.